# Atsutaka Nakamura
Atsutaka Nakamura (中村 充孝; Osaka, 13 de setembro de 1990) é um futebolista japonês que atua como atacante no Kashima Antlers.

## Carreira
Atsutaka Nakamura começou a carreira no Kashima Antlers.

## Títulos
Kashima Antlers
- Copa Suruga Bank: 2013